# 楊知元
楊知元（： Yang Ji Won，1988年4月5日—），韓國女歌手、演員，為韓國女子團體T-ara、五少女前成員及SPICA成員。2017年參加KBS2選秀節目《The Unit》，在最後一集的總決賽以第六名的成績進入限定女團UNI.T，並以成員身分進行活動至2018年10月12日。現為音樂劇演員。
2012年7月13日於個人Twitter上傳的自拍照和少女時代成員潤娥相似而有了「一秒潤娥」的綽號。

## 經歷

### 2005年-2009年事業的開始
楊知元出生於韓國，無其他兄弟姊妹是父母的掌上明珠。2005年參加當時由Good娛樂舉辦的battle Shinhwa選秀入選開始練習生生活，2007年原定以五人女子團體五少女（智娜、幽珍、知元、婑斌和烋星）成員出道，但在團體即將出道前夕，Good娛樂因財務問題而倒閉，成員們分別轉往其他經紀公司而未成功以該組合出道。之後她轉往Mnet媒體繼續練習，2008年以電影演員身分出道出現於大眾眼前，以高校恐怖電影《血之期中考》正式出道，接著在2009年4月以五人女子組合「T-ara」（芝妍、𤨒晶、孝敏、知元和Hana）成員亮相並為MBC水木連續劇《男版灰姑娘》演唱原聲帶OST，在正式出道前一個月因風格不符退出，回到演員身分持續耕耘。最終於2012年2月以五人女子組合「SPICA」成員宣告復出。

### 2018年至今 選秀節目《The Unit》
2018年2月11日，在KBS選秀節目《The Unit》最後一集的總決賽中獲得第6名，進入限定女團UNI.T出道。10月12日，結束UNI.T團體活動。並以音樂劇演員活躍中

## 音樂活動

### O.S.T
- 2009年4月20日 MBC《男版灰姑娘》「좋은 사람/好人」（T-ara成員）
- 2014年3月31日 SBS《神的禮物－14天》「나라면/如果是我」

### 現場合唱
- 2013年 合作組合：Baechigi／作品：淚浴

### 公開演出
| 年份   | 日期    | 活動名稱            | 地點           | 備註      |
| 2018年 | 2月11日 | THE UNI+ 突擊演唱會 | 永登浦時代廣場 | UNI.T成員 |

### 粉絲見面會
| 年份   | 日期   | 活動名稱                                              | 地點                    | 備註      |
| 2018年 | 3月3日 | THE UNI+ G FAN MEETING 「I AM COMING TO SEE YOU NOW」 | BLUESQUARE IMARKET HALL | UNI.T成員 |

### 音樂節目
- 僅列出UNI.T成員身份出演的舞臺

| 表演日期      | 表演名稱                           | 表演歌曲                   | 備註      |
| 2018年2月23日 | KBS2《音樂銀行》                   | 《TING + You&I》           | UNI.T成員 |
| 2018年2月24日 | KBS2《The Unit SPECIAL SHOW》      | 《I Dream》                | UNI.T成員 |
| 2018年4月7日  | KBS2《Immortal Songs 不朽的名曲2》 | 《나성에 가면 去洛城的話》 | UNI.T成員 |

### 音樂劇
| 日期                           | 作品名稱             | 角色           | 性質／備註 |
| 2016年11月3日至2017年1月31日   | 《煙店小姐 season2》 | 鄭有娜(정유나) |            |
| 2017年5月30日至2017年6月25日   | 《tomorrow morning》 | Kat(캣)        |            |
| 2019年10月18日至2019年11月17日 | 《每個瞬間都是你》   | 夏賢(하현)     |            |
| 2019年11月23日至2020年1月26日  | 《Iron Mask》        | Christine      |            |
| 2020年6月4日至2020年7月12日    | 《歸還》             | 海星(過去)     |            |
| 2022年6月21日至2022年8月14日   | 《Four Minutes》     | 漢娜(한나)     |            |
| 2022年9月2日至2022年9月4日     | 《初戀》             | 瑄友(선우)     | 主角       |

## 演出作品

### 電視劇
- 2011年：MBN《What's up》飾演 楊智恩
- 2015年：SBS《離婚律師戀愛中》飾演 劉海琳
- 2017年：KBS2《Go Back夫婦》飾演 高恩菲（EP.2 客串）
- 2022年：MBC《魔女的遊戲》飾演 陳善美
- 2023年：KBS1《咣噹啷啷家族》飾演 鄭惠允

### 網劇
- 2018年：oksusu《雖然每次離別 但我們會再次相愛》飾演 知元

### 電影
- 2008年《血之期中考》飾演 閔惠英
- 2009年《比悲傷更悲傷的故事》飾演 Cream少時
- 2020年《草莓牛奶(고백초년생)》飾演 韓智安 (短篇電影)

### 綜藝節目
- 2005年4月 Mnet 《Battle Shinhwa》
- 2007年8月 MTV 《Diary of 五少女》
- 2011年9月10日－9月24日 MBC 《我們結婚了》
- 2012年12月30日－2013年2月10日 tvN 《The Romantic & Idol》第二季
- 2015年5月 MBC 《天生緣分歸來》
- 2017年 KBS《The Unit》楊知元 The Unit(Tonight)
- 2018年4月1日 MBC《神秘音樂秀：蒙面歌王》
- 2020年9月22日 KBS《戀愛的干預3》

### 音樂錄影帶
- 2006年 神話《Once in a life time》
- 2008年 SG Wannabe《帥氣的離別》
- 2011年 金奎鐘《yesterday》
- 2011年 Boyfriend《I'll be there》[9]
- 2011年 盧基泰《壞男人》 (Feat. H-Eugene)[10]
- 2013年 Baechigi《淚浴》 (Feat. Ailee)
- 2015年 洪大光《With You》
- 2017年 The Unit《My turn》
- 2017年 The Unit《Shine》

## 外部連結
- 官方网站
- 知元的X（前Twitter）
- 知元的Cyworld專頁
- 知元的Instagram帳戶